# یو رونگ‌گوانگ
یو رونگ‌گوانگ (انگلیسی: Yu Rongguang؛ زادهٔ ۳۰ اوت ۱۹۵۸) یک هنرپیشه، و بازیگر سینما اهل جمهوری خلق چین است.
از فیلم‌ها یا برنامه‌های تلویزیونی که وی در آن نقش داشته است می‌توان به بچه کاراته کار، سه پادشاهی، ظهر شانگهای، من کی هستم ۲۰۱۵، ایپ من و افسانه اشاره کرد.